# Скуп
У математици, скуп је појам који се обично не дефинише, већ се узима као основни, а често се умјесто тог термина користе разни синоними, као што су, на примјер, мноштво, фамилија, колекција исл.
Теорија скупова, створена тек крајем 19. века, је данас свеприсутни део математичког образовања, те се стога у већини земаља уводи већ у основној школи. Теорија скупова се може схватити као основа над којом може бити изграђена готово цела математика, те као исходиште из којег готово цела математика може бити изведена.
Овај чланак представља кратак и основни увод у оно што се назива „интуитивна” или „наивна” теорија - за више детаља погледати наивну теорију скупова. За ригорознији и модернији аксиоматски приступ скуповима, погледати аксиоматску теорију скупова.

## Ознаке
За означавање скупова се најчешће користе велика слова латинице {\displaystyle A,B,\ldots \,}. Ако је неки скуп коначан или пребројиво бесконачан, па се његови елементи могу набројати, користи се запис
{\displaystyle A=\{x_{1},x_{2},\ldots ,x_{n}\}\,}, односно {\displaystyle A=\{x_{1},x_{2},\ldots \}\,};
такође, елементи неког скупа се могу описати коришћењем неког својства {\displaystyle P(x)\,} које они (и само они) задовољавају:
{\displaystyle A=\{x\mid P(x)\}\,}
Дакле, скуп је одређен својим елементима; припадност елемента {\displaystyle x\,} скупу {\displaystyle A\,} означава се са {\displaystyle x\in A}, а неприпадност са {\displaystyle x\notin A}.
Између скупова се уводе две основне релације - једнакост и инклузија:
{\displaystyle A=B\Leftrightarrow (\forall x)(x\in A\Leftrightarrow x\in B)}
{\displaystyle A\subset B\Leftrightarrow (\forall x)(x\in A\Rightarrow x\in B)}
Непосредно из ових дефиниција је јасно да је
{\displaystyle A=B\Leftrightarrow (A\subset B\land B\subset A)}
Празни скуп, који се означава са {\displaystyle \emptyset } може се дефинисати, на пример, помоћу {\displaystyle \emptyset =\{x\mid x\neq x\}}. Тај скуп има особину да је {\displaystyle \emptyset \in A} за било који скуп {\displaystyle A} који није и сам празан (у супротном се долази до парадокса — у празном скупу се налази неки елемент). Такође, ако су у оквиру неке теорије сви скупови са којима се оперише подскупови неког фиксираног скупа, тај скуп се назива универзалним и често обиљежава са {\displaystyle U}. Такав скуп има особину да је {\displaystyle A\in U} за све скупове {\displaystyle A} са којима се оперише у датом проблему, при чему треба нагласити да није исправно користити термин „скуп свих скупова“ - он може довести до нежељених парадокса. Званично, празан скуп се уводи аксиомом празног скупа која гласи: постоји скуп коме ништа не припада, тј. {\displaystyle (\exists x)(\forall y)y\notin x}. Празан скуп се узима за константу математичке логике и теорије скупова.

## Дефиниција
На почетку свог дела Beiträge zur Begründung der transfiniten Mengenlehre, Георг Кантор, принципијелни творац теорије скупова, је написао следећу дефиницију скупа:
Под термином скуп сматрамо било коју колекцију M одређених, различитих објеката m наших запажања или мисли (који ће се звати елементи скупа M) у целину.
Објекте скупа такође зовемо његовим члановима или елементима. Елементи скупа могу бити разних врста: бројеви, људи, слова абецеде, други скупови итд. Скупови се договорно означавају великим словима A, B, C, итд. За два скупа A и B се каже да су једнака и записује се A = B ако имају исте чланове.
Скуп, за разлику од мултискупа, не може да садржи више једнаких елемената. Све скуповне операције чувају својство јединствености елемента у скупу. Слично, редослед набрајања елемената скупа је небитан, за разлику од следа или тупла.
Скупови се конвенционално означавају великим словима. Скупови A и B су једнаки ако и само ако имају потпуно исте елементе.

## Описивање скупова
Немају сви скупови прецизан опис - неки могу једноставно бити произвољне колекције, без неког јасно израженог „правила” које казује који су елементи унутар или ван скупа.
Неки скупови могу бити описани речима, на пример:
 је скуп чији су чланови прва четири цела броја.
 је скуп чији су чланови боје француске заставе.
Договорно се скуп такође може дефинисати експлицитним набрајањем свих елемената између витичастих заграда, на пример:
 = {4, 2, 1, 3}
 = {црвена, бела, плава}
Два различита описа могу дефинисати исти скуп. На пример, горе дефинисани скупови A и C су идентични, пошто имају једнаке чланове. Скраћени запис A = C се користи за изражавање такве једнакости. Слично, за горе дефинисане скупове вреди B = D.
Идентитет скупа не зависи од редоследа набрајања елемената скупа, као и од могућих понављања елемената приликом набрајања. На пример, {6, 11} = {11, 6} = {11, 11, 6, 11}.
За скупове са много елемената понекад се користи скраћена листа. На пример, првих хиљаду позитивних целих бројева се могу описати симболичком скраћеницом:
{1, 2, 3, ..., 1000},
при чему специјални симбол од три тачке (...) означава да се листа наставља на подразумевани начин.
Слично се скуп парних бројева може описати нотацијом:
{2, 4, 6, 8, ... }.
Сложенији скупови се понекад описују различитом нотацијом. На пример, скуп F чији су чланови првих двадесет бројева који су за четири мањи од квадрата целог броја, може бити описан на следећи начин:
 = {{\displaystyle n^{2}} – 4 :  је цели број; и 0 ≤ n ≤ 19}
У овом опису, двотачка (:) значи „такав да”, и овај опис се интерпретира као „F је скуп свих бројева облика {\displaystyle n^{2}} – 4, таквих да је n цели број у опсегу од 0 до 19 инклузивно.” (Понекад се уместо двотачке користи вертикална црта |.)

## Историја
Савремена теорија скупова настаје крајем 19. века када немачки математичар Георг Кантор даје описну математичку теорију која се још назива и интуитивна или наивна теорија скупова.
ДефиницијаСкуп је обједињење извесних елемената у једну целину.
Овде ће бити представљен систем аксиома каквог га је поставио Готлоб Фреге у књизи „Основни закони аритметике“ 1893. године
Аксиома о једнакости два скупаДва скупа су једнака ако и само ако имају исте елементе.
Аксиома апстракцијеЗа унапред задато својство P(x) постоји скуп {|} чији су елементи управо они објекти који имају то својство.
Аксиома избораЗа сваки непразан скуп S постоји функција f чији су оригинали непразни подскупови тог скупа, а слике су елементи оригинала, тј.
{\displaystyle (\forall S)(\exists f:P(S)\ {\emptyset }\longrightarrow S)(\forall A)(A\subset S\land A\neq \emptyset \Longrightarrow f(A)\in A)}
Последња аксиома каже да свако својство дефинише скуп. Међутим, већ 1902. године ће Бертранд Расел показати пример који води контрадикцији. То добија назив Раселов парадокс, а теорија скупова се нашла пред великим проблемима.

## Чланство скупа
Ако нешто јесте или није елемент неког појединачног скупа, тада се то симболично означава са {\displaystyle \in } односно {\displaystyle \notin }. На пример, у односу на већ дефинисане скупове, вреди:
- {\displaystyle 4\in A} и {\displaystyle 285\in F} (будући да је 285 = 17² − 4); али
- {\displaystyle 9\notin F} и {\displaystyle \mathrm {zelena} \ \notin B}.

## Кардиналност скупа
Сваки горе описан скуп има коначан број чланова - на пример, скуп A има четири члана, док скуп B има три члана.
Скуп такође може имати нула чланова. Такав скуп зове се празни скуп и означава симболом ø. На пример, скуп A свих тространих квадрата има нула чланова, и стога је A = ø. Попут броја нула, иако наизглед тривијалан, празни се скуп показао као поприлично важан у математици.
Скуп такође може имати бесконачан број чланова - на пример, скуп природних бројева је бесконачан.
Каже се да су два скупа еквипотентна (имају исти кардиналитет или су једнакобројни или су бијективни) ако постоји бијекција из једнога скупа у други скуп. Релација еквипотенције је релација еквиваленције, па се скупови сврставају у дисјунктне класе - класа којој припада скуп S зове се кардинални број скупа S и означава се са {\displaystyle \left|S\right|} или card S или #S.

## Подскуп
Ако је сваки члан скупа A такође члан скупа B, тада се за  каже да је подскуп од B, пише се {\displaystyle A\subseteq B}, те изговара A је садржан у B. Може се, такође, записати {\displaystyle B\supseteq A} што се чита као B је надскуп од A, B укључује A или B садржи A. Релација између скупова успостављену са {\displaystyle \subseteq } зове се инклузија.
Ако је A подскуп и није једнак скупу B, тада се за  каже да је прави подскуп скупа B, и записује се са {\displaystyle A\subset B} ( је прави подскуп од B) или {\displaystyle B\supset A} ( је прави надскуп од A). Међутим, у некој литератури ови се симболи читају исто као и {\displaystyle \subseteq } и {\displaystyle \supseteq }, те се стога често преферира кориштење експлицитнијих симбола {\displaystyle \subsetneq } и {\displaystyle \supsetneq } за праве подскупове и надскупове.
Примери:
- Скуп свих жена је прави подскуп скупа свих људи.
- {\displaystyle \{1,3\}\subset \{1,2,3,4\}}
- {\displaystyle \{1,2,3,4\}\subseteq \{1,2,3,4\}}

Празни скуп је подскуп сваког скупа и сваки скуп је сам свој подскуп:
- {\displaystyle \emptyset \subseteq A}
- {\displaystyle A\subseteq A}

## Посебни скупови
Неки истакнути скупови имају изузетну математичку важности и толико се често користе да су добили посебна имена и нотацију. Један од њих је већ споменути празни скуп. Неки од осталих су:
- {\displaystyle \mathbb {P} } означава скуп свих простих бројева.
- {\displaystyle \mathbb {N} } означава скуп свих природних бројева. Другим речима, {\displaystyle \mathbb {N} } = {1, 2, 3, ...}, или ређе {\displaystyle \mathbb {N} } = {0, 1, 2, 3, ...}.
- {\displaystyle \mathbb {Z} } означава скуп свих целих бројева (било позитивних, негативних или нуле). Стога је {\displaystyle \mathbb {Z} } = {..., -2, -1, 0, 1, 2, ...}.
- {\displaystyle \mathbb {Q} } означава скуп свих рационалних бројева (тј. скуп свих правих и неправих разломака). Стога је {\displaystyle \mathbb {Q} } = {{\displaystyle {\begin{matrix}{\frac {a}{b}}\end{matrix}}} :  {\displaystyle \in \mathbb {Z} } и b ≠ 0}. На пример, {\displaystyle {\begin{matrix}{\frac {1}{4}}\end{matrix}}\in \mathbb {Q} } и {\displaystyle {\begin{matrix}{\frac {11}{6}}\end{matrix}}\in \mathbb {Q} }. Сви цели бројеви су у овом скупу будући да се сваки цели број a може изразити као разломак {\displaystyle {\begin{matrix}{\frac {a}{1}}\end{matrix}}}.
- {\displaystyle \mathbb {R} } је скуп свих реалних бројева. Овај скуп укључује све рационалне и ирационалне бројеве (тј. бројеве који се не могу записати у облику разломка, као што су {\displaystyle \pi ,} {\displaystyle e,} и √2).
- {\displaystyle \mathbb {C} } је скуп свих комплексних бројева.

Сваки од ових скупова бројева је бесконачан, премда вреди {\displaystyle \mathbb {P} \subset \mathbb {N} \subset \mathbb {Z} \subset \mathbb {Q} \subset \mathbb {R} \subset \mathbb {C} }, иако се прости бројеви генерално користе мање од осталих скупова изван теорије бројева и сродних дисциплина.
Међутим, не постоји само једна врста бесконачности. За скуп који је еквипотентан (једнакобројан) са скупом природних бројева {\displaystyle \mathbb {N} } каже се да је пребројиво бесконачан (краће пребројив), а „већи” скупови су непребројиво бесконачни (краће непребројиви).
Пребројиво бесконачни скупови су, на пример, скупови {\displaystyle \mathbb {P} ,\mathbb {N} ,\mathbb {Z} ,\mathbb {Q} }, као и скуп свих природних бројева који су парни, непарни, дељиви с 3, дељиви 4, итд. Примери непребројиво бесконачних скупова су {\displaystyle \mathbb {R} } и {\displaystyle \mathbb {C} }.

## Операције са скуповима
Са скуповима се могу изводити разне операције. Следе дефиниције неколико основних:
{\displaystyle A\cup B=\{x\mid x\in A\lor x\in B\}}
{\displaystyle A\cap B=\{x\mid x\in A\land x\in B\}}
{\displaystyle {\overline {A}}=\{x\mid x\notin A\}\;,\;\;\;{\overline {\overline {A}}}=A}
{\displaystyle A\setminus B=\{x\mid x\in A\lor x\notin B\}=A\cap {\overline {B}}}
{\displaystyle A\vartriangle B=\{x\mid x\in A\cup B\land x\notin A\cap B\}=(A\cup B)\cap ({\overline {A}}\cup {\overline {B}})}

## Особине скупова
Основне особине скупова су задате у следећој листи:
{\displaystyle A\cup B=B\cup A,A\cap B=B\cap A} (закони комутације)
{\displaystyle (A\cup B)\cup C=A\cup (B\cup C),(A\cap B)\cap C=A\cap (B\cap C)} (закони асоцијације)
{\displaystyle A\cup (B\cap C)=(A\cup B)\cap (A\cup C),A\cap (B\cup C)=(A\cap B)\cup (A\cap C)} (закони дистрибуције)
{\displaystyle {\overline {A\cup B}}={\overline {A}}\cap {\overline {B}},\;\;{\overline {A\cap B}}={\overline {A}}\cup {\overline {B}}}